# Chaetophorocera fuscosa
Chaetophorocera fuscosa är en tvåvingeart som beskrevs av Townsend 1912. Chaetophorocera fuscosa ingår i släktet Chaetophorocera och familjen parasitflugor.
Artens utbredningsområde är Peru. Inga underarter finns listade i Catalogue of Life.